# أكت أب
تحالف الإيدز لإطلاق العنان للقوة ( أكت أب ) هي مجموعة سياسية دولية شعبية تعمل على إنهاء وباء الإيدز . تعمل المجموعة على تحسين حياة الأشخاص المصابين بالإيدز من خلال العمل المباشر ، والبحث الطبي، والعلاج والدعوة، والعمل على تغيير التشريعات والسياسات العامة.   
تأسست منظمة أكت أب في 12 مارس 1987، في مركز خدمات المجتمع للمثليين والمثليات في مدينة نيويورك .  تمت دعوة المؤسس المشارك لاري كرامر للتحدث كجزء من سلسلة المتحدثين الدورية، وركز خطابه الذي حضره عدد كبير من الأشخاص على العمل لمكافحة الإيدز. تحدث كرامر ضد حالة منظمة أزمة صحة الرجال المثليين (GMHC)، والتي اعتبرها عاجزة سياسياً.  كان كرامر أحد مؤسسي شركة GMHC، لكنه استقال من مجلس إدارتها في عام 1983. وفقًا لدوغلاس كريب ، طرح كرامر سؤالًا على الجمهور: "هل نريد تأسيس منظمة جديدة مُكرسة للعمل السياسي؟" وكانت الإجابة "نعم قاطعة". وبعد يومين، اجتمع حوالي 300 شخص لتشكيل منظمة أكت أب. 
في المسيرة الوطنية الثانية في واشنطن من أجل حقوق المثليات والمثليين ، في أكتوبر 1987، ظهرت منظمة أكت أب نيويورك لأول مرة على المسرح الوطني، كحضور نشط ومرئي في كل من المسيرة والتجمع الرئيسي والعصيان المدني في مبنى المحكمة العليا للولايات المتحدة في اليوم التالي.   وبإلهام من هذا النهج الجديد للعمل الجذري المباشر، عاد المشاركون الآخرون في هذه الأحداث إلى ديارهم في مدن متعددة وشكلوا فروعًا محلية لمنظمة أكت أب في بوسطن وشيكاغو ولوس أنجلوس ورود آيلاند وسان فرانسيسكو وواشنطن العاصمة ومواقع أخرى.    انتشر أكت أب على المستوى الدولي. وفي العديد من البلدان نشأت حركات منفصلة على أساس النموذج الأمريكي. على سبيل المثال، شارك ناشط حقوق المثليين الشهير روزا فون براونهايم في تأسيس منظمة أكت أب في ألمانيا.
الإعلام والبحث
- كيفية النجاة من الطاعون : فيلم وثائقي، 2012
- متحدون في الغضب: تاريخ <b id="mwDQ">أكت أب</b> : فيلم وثائقي، 2012
- غضب البلدة الصغيرة: القتال في أعماق الجنوب : فيلم وثائقي، 2017
- BPM (نبضة في الدقيقة) : فيلم (حول ACT UP Paris)، 2017
- مشروع ناشطي الإيدز نسخة محفوظة 2022-09-21 على موقع واي باك مشين. : كتاب وثائقي، 2018
- دع السجل يُظهر: التاريخ السياسي لحركة <b id="mwDQ">أكت أب</b> في نيويورك، 1987-1993 ، كتاب من تأليف سارة شولمان ، 2020
- من أجل شفاء الجرحى: نضال الأمريكيين من أصل أفريقي ضد فيروس نقص المناعة البشرية/الإيدز ، كتاب من تأليف دان رويلز مع مواد عن منظمة أكت أب فيلادلفيا، 2020
- ديبورا ب. جولد، السياسة المتحركة. معركة العاطفة والعمل ضد الإيدز . [9]

## الأعمال المذكورة
- أكت أب/مجموعة نيويورك للنساء والإيدز للكتاب (1990). "النساء والإيدز والنشاط". دار نشر ساوث إند.
- أكت أب/مجموعة نيويورك للنساء والإيدز للكتاب (1993). "La Mujer، el SIDA، y el Activismo". مطبعة ساوث إند.
- براير، جينيفر (2009). "أفكار معدية: الاستجابات السياسية الأميركية لأزمة الإيدز". مطبعة جامعة كارولينا الشمالية.
- لورانس، ليسلي (1997). "الممارسات الفاحشة: كيف يهدد التحيز الجنسي صحة المرأة". مطبعة جامعة روتجرز.

## قراءة إضافية
- توجد مجموعة ACT UP/Boston (ديفيد ستيت)، 1986-1994 ومجموعة ACT UP/Boston (ريموند شميدت وستيفن سكوس)، 1987-2007 (الجزء الأكبر 1988-1995) في قسم المكتبات والأرشيفات والمجموعات الخاصة بجامعة نورث إيسترن، بوسطن، ماساتشوستس.
- توجد مجموعة أشرطة الفيديو الخاصة بالناشطين في مجال مكافحة الإيدز، 1983-2000 (630 شريط VHS) في قسم المخطوطات والأرشيف بمكتبة نيويورك العامة .
- توجد أوراق روبرت جارسيا، 1988-1993 (9 أقدام مكعبة) في مكتبة جامعة كورنيل .
- تُحفظ سجلات تحالف العمل النسائي، 1991-1997 (8 أقدام خطية) في قسم المخطوطات والأرشيف بمكتبة نيويورك العامة .
- سجلات ACT UP نيويورك، 1969، 1982-1997 ، المخطوطات والأرشيفات، مكتبة نيويورك العامة.
- صور وأفلام تتعلق بـ ACT UP نيويورك وكوستاس، 1987-1991، 2008 ، المخطوطات والأرشيف، مكتبة نيويورك العامة.
- مجموعة أشرطة فيديو لنشطاء مكافحة الإيدز في مكتبة نيويورك العامة، نسخة محفوظة 2017-02-20 على موقع واي باك مشين.
- فيلم وثائقي "ACT UP، قاوم، حارب الإيدز: 15 عامًا من ACT UP" (2002)
- فيلم وثائقي بعنوان "متحدون في الغضب: تاريخ حركة ACT UP" (2012)، من إخراج جيم هوبارد وسارة شولمان
- أرشيف الإنترنت OutWeek
- مجموعة صور بيل بايتسورا ACT UP في مكتبة فاليس والمجموعات الخاصة بجامعة نيويورك
- أوراق آلان كلاين في مكتبة فاليس والمجموعات الخاصة بجامعة نيويورك
- أوراق جاي بلوتشر في مكتبة فاليس والمجموعات الخاصة بجامعة نيويورك
- "صناعة ناشط في مجال مكافحة الإيدز: لاري كرامر" و"أكت أب"، ص. 162-166، جوهانسون، وارن وبيرسي، ويليام أ. الخروج: تحطيم مؤامرة الصمت. نيويورك ولندن: دار هاورث للنشر، 1994.
- "الإيدز يهاجم المحاكم ويثير الجدل من خلال أعمال أندرو كورنيل روبنسون الخزفية الفاحشة"، معرض SOWEBO، أكت أب، بالتيمور، ماريلاند. 1991 عرض جماعي وخلاف حول المحاكم الخيرية لـ أكت أب، صحيفة هاري، بالتيمور، ماريلاند، يوليو 1991، المجلد 2، ص. 1
- كيرلي، مالوري. موسوعة كوكي مولر ، راندي برس، 2010.
- لوري، جاك. كان مبتذلاً وكان جميلاً: كيف استخدم نشطاء الإيدز الفن لمحاربة الوباء . نيويورك: بولد تايب بوكس، 2022.

## روابط خارجية
- أكت أب نيويورك
- أوراق لاري كرامر . مجموعة ييل للأدب الأمريكي، مكتبة بينيكي للكتب النادرة والمخطوطات.